# Районы и поселения Москвы
На 2024 год Москва делится на 12 административных округов, состоящих из 132 районов, которым в рамках организации местного самоуправления в Москве соответствуют внутригородские муниципальные образования - 131 муниципальный округ и 1 городской округ (Троицк). Административных и муниципальных единиц со статусом поселение в Москве с 2024 года не существует.